# Матка (озеро, Медвежьегорский район)
Матка, Долгое — пресноводное озеро на территории Чёбинского сельского поселения Медвежьегорского района Республики Карелии.

## Общие сведения
Площадь озера — 1,3 км², площадь водосборного бассейна — 385 км². Располагается на высоте 80,8 метров над уровнем моря.
Форма озера продолговатая: оно почти на три километра вытянуто с северо-запада на юго-восток. Берега каменисто-песчаные, возвышенные.
Через озеро течёт река Кумса, впадающая в Онежское озеро.
Острова на озере отсутствуют.
К югу от озера проходит шоссе 86К-14 («Суоярви — Юстозеро — (через Поросозеро) — Медвежьегорск»).
Населённые пункты вблизи водоёма отсутствуют.
Код объекта в государственном водном реестре — 01040100611102000018763.